# شركة مطارات دبي
شركة مطارات دبي هي سلطة المطارات التي تمتلك وتدير المطارات في إمارة دبي، بما في ذلك مطار آل مكتوم الدولي ومطار دبي الدولي.

## التاريخ
تم تأسيس شركة مطارات دبي في عام 2008 لتدير مطار آل مكتوم الدولي في دبي وورلد سنترال في جبل علي، ومطار دبي الدولي، وقرية الشحن في دبي.
وفي عام 2016، بدأت مطارات دبي العمل على توسعة مطار آل مكتوم الدولي، من 66,107 إلى 145,926 مترًا مربعًا.
في عام 2017، بدأت مطارات دبي في تنفيذ منشأتين لمركز بيانات معياري تبلغ مساحتهما 3,600 متر مربع مما يوفر توفر البيانات بنسبة تصل إلى 99.82% (95 دقيقة فقط من الحد الأقصى لوقت التوقف السنوي). ويعد هذا الاستثمار جزءًا من خطة دبي بلس التي تهدف إلى تأمين الحلول التقنية الكافية لدفع النمو المتسارع لمطارات دبي.

## أنشطة

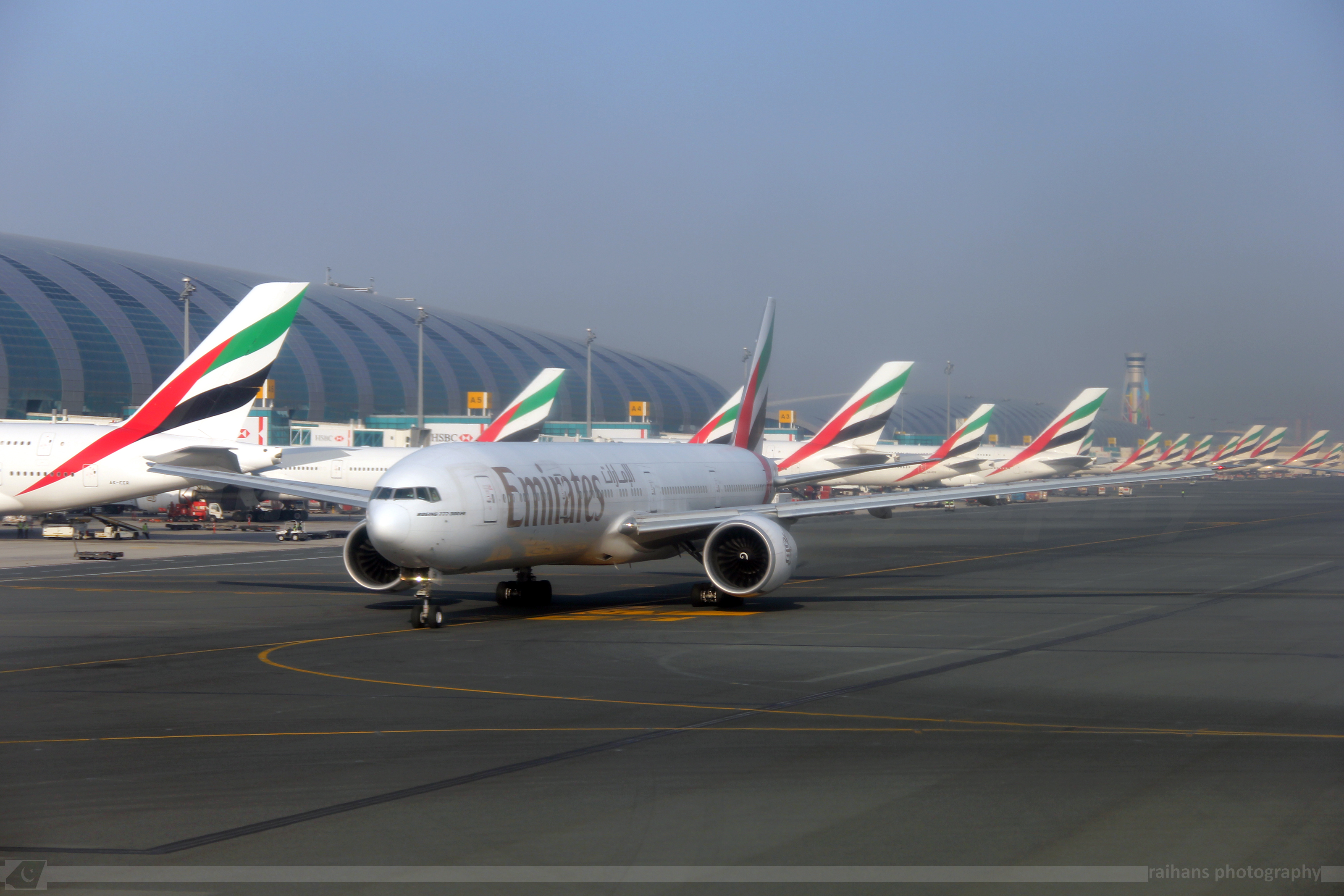
عمليات طيران الإمارات في مطار دبي الدولي

تأسست من قبل مدينة دبي للطيران،  تنقسم شركة مطارات دبي إلى عدد من وحدات الأعمال والوحدات المساندة. وحدة الشحن هو أحد هذه الوحدات، مع وحدات أخرى بما في ذلك المالية والموارد البشرية والتسويق وتكنولوجيا المعلومات والهندسة والتجارية. وفي الوقت نفسه، ستكون دائرة الطيران المدني (دبي) كهيئة أصغر مسؤولة عن لوائح وتصاريح الطيران.
وقد أعادت توسعة «مبنى الشحن الكبير» لقرية دبي للشحن تسمية هذه المرافق إلى بوابة الشحن بمطار دبي الدولي في عام 2008، وزادت قدرتها إلى 2.7 مليون طن سنويًا.
ستؤدي توسعاتهم في جبل علي إلى محطة شحن بقيمة 75 مليون دولار تسمى بوابة شحن مطار آل مكتوم في مطار آل مكتوم الدولي. بحلول عام 2013، من المتوقع أن تصبح الأكبر من نوعها في العالم، حيث تتعامل مع أكثر من 12 مليون طن من البضائع سنويًا.
يعد الطيران والخدمات اللوجستية قطاعًا مهمًا في اقتصاد دبي، وتمثل شركة طيران الإمارات وشركة مطارات دبي 26 ٪ من الناتج المحلي الإجمالي للدولة (2011). تتبع دبي سياسة «الأجواء المفتوحة» التي تسمح لأي شركة طيران بفتح خدماتها هناك. تعرضت سياستها للأجواء المفتوحة لانتقادات شديدة في حملة أطلق عليها اسم «أمريكا من أجل أجواء عادلة» بقيادة شركات الطيران الأمريكية ومجموعات العمال. طلبت الحملة من الرئيس باراك أوباما حل قضية المنافسة غير العادلة، وكشفت أن الأنشطة المتعلقة بالمطارات في دبي مدعومة بشكل كبير.

## الاستدامة
أعلنت مطارات دبي إطلاق أكبر مشروع تركيب ألواح طاقة شمسية على سطح أي مطار في العالم، حيث ستلبي الطاقة المُنتجة من الألواح 6.5% من احتياجات مطار دبي الدولي من الطاقة و20% من احتياجات مطار آل مكتوم الدولي.

## الجوائز
حصلت مؤسسة مطارات دبي، على جائزة مكان العمل الاستثنائي لعام 2025 من مؤسسة «غالوب»، تقديراً لدورها في تعزيز التناغم الوظيفي، حيث تسلط هذه الجائزة الضوء على المؤسسات التي توفر بيئات عمل تتميز بأعلى مستويات التناغم الوظيفي على مستوى العالم.

## روابط خارجية
- الموقع الرسمي